# 若眾

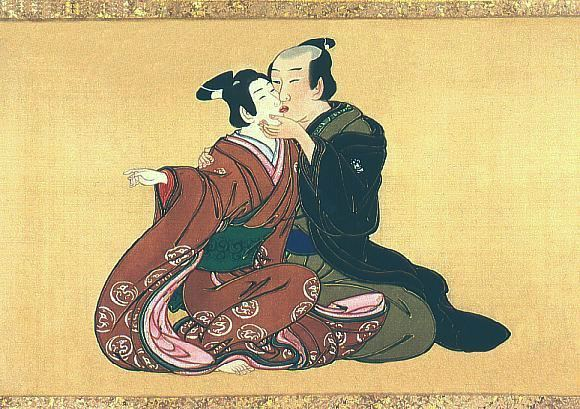
女裝打扮的日本男妓與男性親吻的畫面。宮川一笑作品。

若眾（わかしゅ）是指在眾道這種日本同性戀關係中處於接受方的少年。根據《心友記》的記載，若眾的年齡段是“12歲到20歲這九年之間”。其中，16歲是若眾人群中最龐大的年齡段。根據的記載，“16歲的若眾彷彿少年年歲中最美麗的春光”。

## 年齡層區分
根據《男色二倫書》的記載，若眾的年齡有如下三種區分，不過也有其他的區分方式。不過隨著若眾年紀的增加，眾道的關係不一定會完全結束。而根據《好色一代男》的記載，若眾的年齡是從7歲到25歲，甚至有些眾道關係可以維持到若眾年屆30歲。

### 主童道
12歲到14歲之間，若眾中最年輕的年齡段，以聰明伶俐博得念者的寵愛。

### 殊道
15歲到18歲之間，花一般的年紀。此時的若眾是多愁善感的，而眾道之間的感情則是純粹的。

### 終道
19歲到20歲之間。若眾和念者之間尋求彼此之間的“道”，通過純潔無暇的內心接觸成為彼此的男人。因此，也被稱為“主道”。